# Kamil Pietras
Kamil Pietras (Chorzów, 27 gennaio 1988) è un ex cestista polacco.

## Carriera
Cresciuto nell'Ochota Warszawa, nel 2004 passa all'Olimpia Lubiana, con cui milita nella squadra delle riserve. Nel 2006 passa al Misel Postojnska jama e nel settembre 2007 viene acquistato dalla Pallacanestro Varese con la quale firma un contratto 2+2. Dal 2008 passa in prestito al Lugano. Con la formazione elvetica gioca per qualche mese fino ad un grave infortunio ad un ginocchio.
Gioca nella nazionale polacca, con cui ha disputato l'europeo 2007.

## Palmarès
- I. Polska Liga Koszykówki: 1

AZS Politechnika Warszawska: 2010-11